# 火影忍者 佐助烈傳 宇智波的後裔與天球的星塵
《火影忍者 佐助烈傳 宇智波的後裔與天球的星塵》是岸本齊史原作、江坂純所撰寫的輕小說，為日本漫畫《火影忍者》的外傳作品，於2019年8月2日由集英社出版。
2021年12月18日，宣佈改編漫畫將於2022年在集英社旗下的網上漫畫平台少年Jump+連載。連載期間為2022年10月23日至2023年4月23日。

## 出版書籍

### 小說
| 冊數 | 集英社       | 集英社                 | 東立出版社   | 東立出版社             |
| 冊數 | 發售日期     | ISBN                   | 發售日期     | ISBN                   |
| ---- | ------------ | ---------------------- | ------------ | ---------------------- |
| 1    | 2019年8月2日 | ISBN 978-4-08-703481-3 | 2022年6月2日 | ISBN 978-957-26-8933-2 |

## 外部連結
- 輕小說官方網站（日語）
- 漫畫連載網站 （页面存档备份，存于）（日語）